# Acerotella vockerothi
Acerotella vockerothi är en stekelart som beskrevs av Lubomir Masner 1980. Acerotella vockerothi ingår i släktet Acerotella och familjen gallmyggesteklar. Inga underarter finns listade i Catalogue of Life.